# Otto Czernin
Otto Rudolf hrabě Černín (německy Otto Rudolph Theobald Maria Graf Czernin von und zu Chudenitz) (27. srpna 1875 Dymokury – 14. června 1962 Salcburk) byl český šlechtic z rodu Černínů z Chudenic a rakousko-uherský diplomat za první světové války. Jeho starším bratrem byl Otakar Černín (1872–1932), předposlední rakousko-uherský ministr zahraničí. 

## Život
Pocházel ze starého českého rodu Černínů z Chudenic, patřil k tzv. vinořské linii. Narodil se na zámku Dymokury jako třetí syn hraběte Děpolda (Theobalda) Černína z Chudenic (1836–1893) a jeho manželky Anny Marie, rozené Westphalenové z Fürstenbergu (1850–1924). Studoval na Tereziánské akademii ve Vídni, během studií absolvoval jednoroční službu v c. k. armádě, z níž byl v hodnosti poručíka převeden do stavu záloh, později byl mimo aktivní službu povýšen na nadporučíka v záloze. Vstoupil do rakousko-uherských diplomatických služeb a začínal jako atašé v Drážďanech a Londýně. V roce 1904 byl ve funkci vyslaneckého sekretáře přeložen do Vatikánu. Jeho mentorem byl pozdější ministr zahraničních věcí Alois Lexa von Aehrenthal a Otto Černín podpořil okupaci Bosny a Hercegoviny. Před začátkem války byl velvyslaneckým radou (respektive legačním radou I. kategorie) v ruském Petrohradu a jako přímý jednací partner ruského ministra zahraničních věcí Sazonova se bezprostředně podílel na červencovém ultimátu a tím i na vypuknutí první světové války. 
Po návratu do Vídně působil Černín ve zpravodajském oddělení c.k. armády a během četných návštěv na frontě se informoval o skutečném stavu, přičemž se podle svých možností podílel také na samotných bojích.
Jako vyslanec monarchie v Sofii od ledna 1917 do 4. listopadu 1918 měl Černín zásadní vliv na bulharskou politiku v rámci dohody centrálních mocností. „Krásný hrabě (schöne Graf)“ byl podle mínění mnohých lepším diplomatem, než jeho charismatický, avšak roztržitý bratr Otakar.
Po válce roku 1919 Otto Černín odešel ze státních služeb a zastupoval zájmy německojazyčných vlastníků pozemků v Československu. On a další aristokraté se bez větších výsledků snažili bránit vyvlastnění ze strany ČSR a získat angloamerický kapitál.
Ve 30. letech 20. století sympatizoval s politikou NSDAP, když v prosinci 1933 zveřejnil jako vyslanec v době klidu příspěvek ve štvavém časopise Der Stürmer pod „agresivním titulkem“ Pan-Juda im Kleide Pan-Europas (Panjudaismus v rouše panevropském). Po druhé světové válce se Otto Černín při mnoha setkáních v Bavorsku znovu sblížil s Otou Habsburským, Panevropským hnutím a Habsburky.

## Tituly a ocenění
Jako příslušník starého šlechtického rodu byl v roce 1900 jmenován c. k. komořím. Během svého působení v diplomatických službách získal řadu ocenění v Rakousku-Uhersku i od zahraničních panovníků.

### Rakousko-Uhersko
- Řád železné koruny III. třídy (1908)
- rytířský kříž Leopoldova řádu (1913)
- Vyznamenání za zásluhy o Červený kříž s válečnou dekorací (1918)
- velkokříž Řádu Františka Josefa s válečnou dekorací (1918)

### Zahraničí
- velkodůstojník Řádu rumunské koruny (Rumunsko)
- velkokříž Královského řádu za občanské zásluhy (Bulharsko)
- komandér Řádu svatého Řehoře Velikého (Papežský stát)
- rytíř Řádu württemberské koruny (Württembersko)
- rytíř Řádu Albrechtova (Sasko)
- rytíř Vévodského sasko-ernestinského domácího řádu (Sasko)
- rytíř Řádu zähringenského lva (Bádensko)
- rytíř Řádu Filipa Velkomyslného (Hesensko)
- rytíř Řádu Spasitele (Řecko)

## Rodina
V roce 1903 se v Londýně oženil s Lucy Katherine Beckettovou (1884–1979), dcerou britského bankéře a konzervativního politika Ernesta Williama Becketta, 2. barona de Grimthorpe. Z manželství se narodili tři synové. Krátce po vypuknutí války v roce 1914 byl svazek rozveden. Roku 1939 se v Bratislavě oženil podruhé s Marií Lisou Pfeifferovou.
Jeho nejstarší syn Pavel (1904–1955) byl rytířem Maltézského řádu a žil v Rakousku. Další bratr Eugen Jaromír (1905–1921) zahynul tragicky v severní Itálii. Nejmladší syn Manfred (1913–1962) po rozvodu rodičů odešel se svou matkou do Itálie a vzdělání získal ve Spojeném království. Manfred byl pilotem RAF a od roku 1943 člen britské tajné služby Special Operations Executive (SOE) a důstojník odpovědný za nasazení britských vojáků v Rakousku.
Otto Černín pocházel z početné rodiny, měl šest sourozenců. Nejstarší bratr Děpold (1871–1931) byl dědicem velkostatku Dymokury, další bratr Otakar (1872–1932) vlastnil Vinoř, byl též rakousko-uherským diplomatem a v letech 1916–1918 ministrem zahraničí. Nejmladší bratr Pavel (1879–1938) sloužil v armádě a byl státním úředníkem. 